# 셰브데

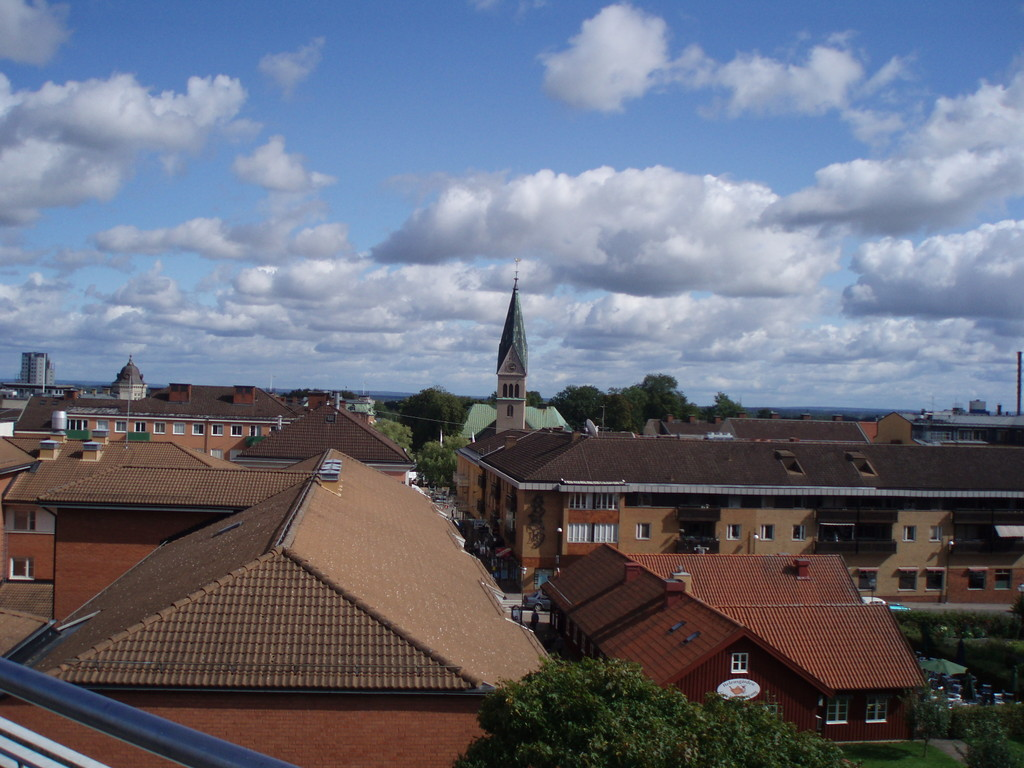
셰브데

셰브데(스웨덴어: Skövde)는 스웨덴 베스트라예탈란드주의 도시로 면적은 20.31km2, 인구는 34,466명(2010년 12월 31일 기준), 인구 밀도는 1,697명/km2이다. 예테보리에서 북동쪽으로 약 150km 정도 떨어진 곳, 베네른호와 베테른호 사이에 위치한다.

시 문장